# 4085 Weir
4085 Weir (1985 JR) là một tiểu hành tinh vành đai chính được phát hiện ngày 13 tháng 5 năm 1985 bởi C. S. Shoemaker ở Đài thiên văn Palomar.